# 생선완자
생선완자(生鮮--) 또는 피시볼(영어: fish ball)은 잘게 다진 생선살에 달걀 등을 섞어 둥글게 빚은 뒤 삶거나 튀겨 만든 음식이다. 동아시아와 동남아시아 및 북유럽에서 흔히 먹는다.

## 지역별 생선완자

### 한국
북부 지방에서는 명태살을 다져 빚은 완자를 넣어 명태완자국을 끓여 먹는다.

### 중화권
중국과 타이완에서는 생선완자를 위완(중국어 간체자: 鱼丸, 정체자: 魚丸)이라 부르며, 홍콩에서는 위단(광둥어: 魚蛋)이라 부른다. 다지거나 간 생선살에 소금을 넣고, 고기풀을 만드는 것과 비슷한 방식으로 계속 섞어서 부드럽게 만드는데, 이때 쫄깃쫄깃한 식감이 생긴다. 기름에 튀기기보다는 주로 물에 삶아 먹는다.
중국에서는 다진 돼지고기를 넣어 만든 푸저우위완(福州鱼丸)이 유명하고, 타이완에서는 젖빛고기로 만든 스무위완(虱目魚丸)을 먹는다.

### 동남아시아
인도네시아에서는 박소 이칸(bakso ikan)이라 불리며, 주로 미 고렝이나 나시 고렝 등 여러 가지 음식에 고명으로 올려 낸다.

### 유럽
이탈리아에서는 생선완자를 폴페타 디 페셰(polpetta di pesce, 복수: polpette di pesce 폴페테 디 페셰[*])라 부른다.
페로 제도에서는 크네투르(knettur, 복수: knettir 크네티르)라 불리는 피시볼을 먹는다. 노르웨이와 스웨덴에서도 각각 피스크불레(fiskbulle, 복수: fiskbullar 피스크불라르[*]), 피스케볼레(fiskebolle, 복수: fiskeboller 피스케볼레르[*])라 불리는 피시볼을 먹는다. 북유럽식 피시볼은 퓌레한 생선살에 우유와 감자 녹말 등을 넣어 빚는다.

## 사진 갤러리

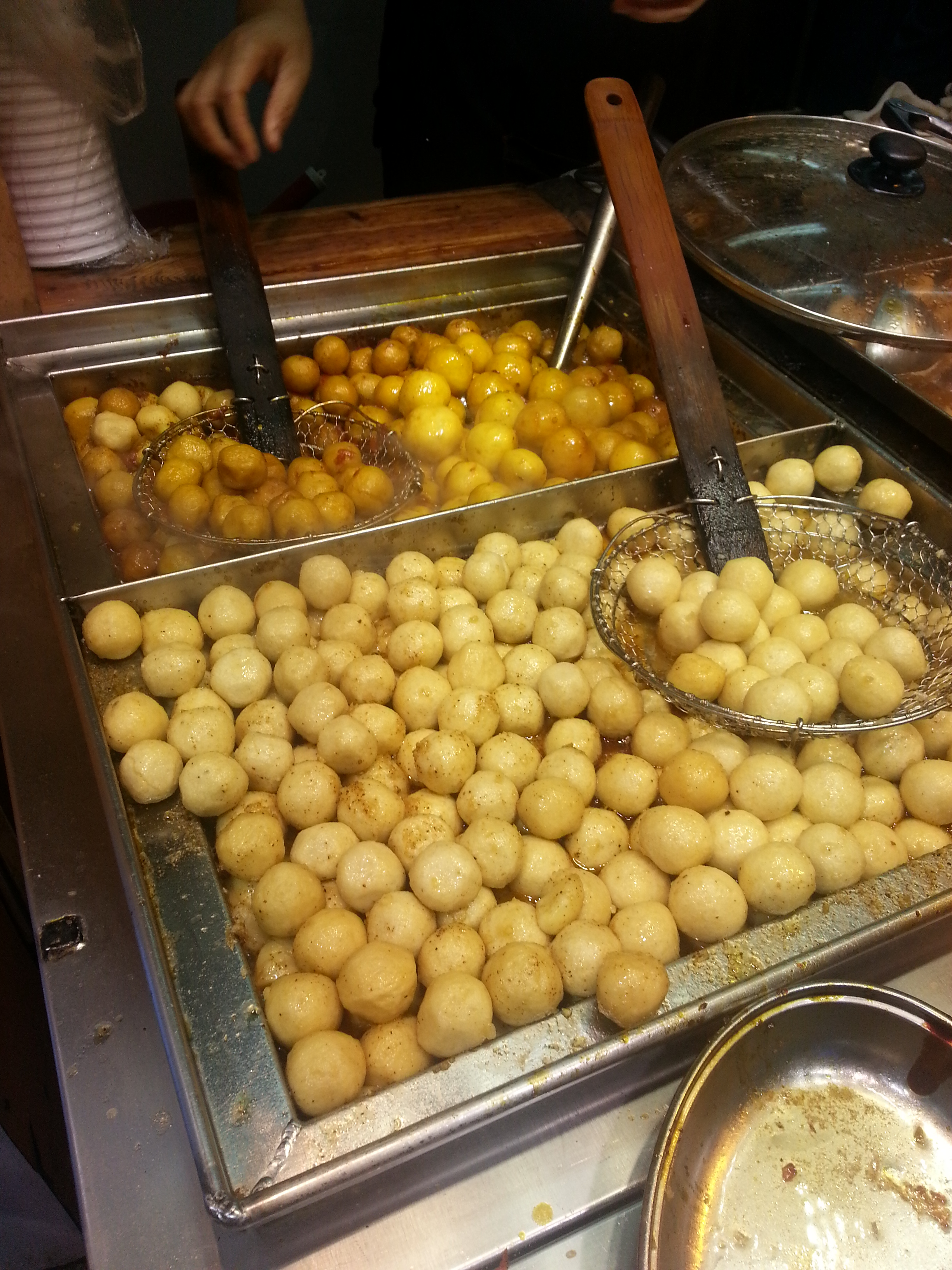
위완 튀기기
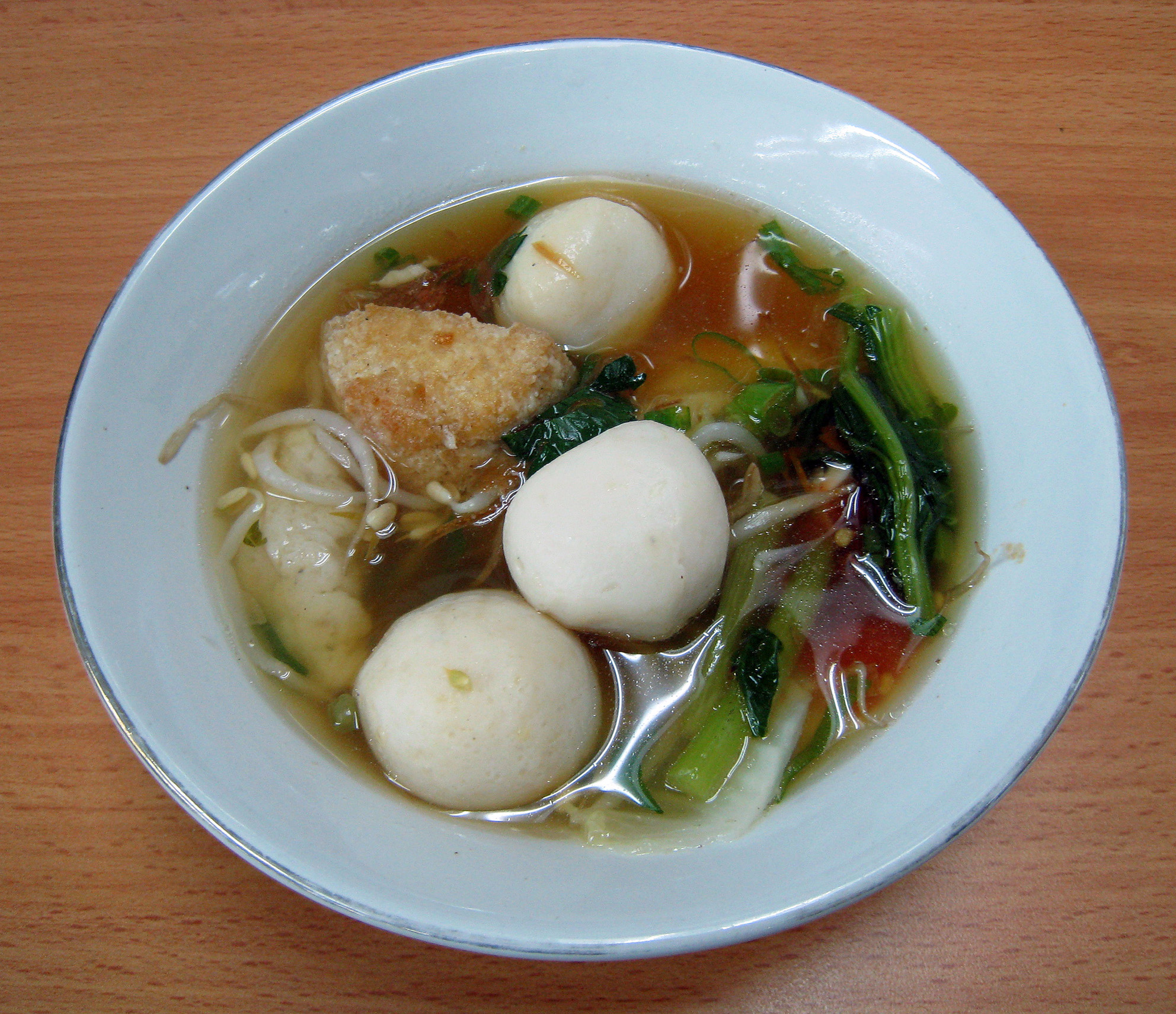
박소 이칸을 넣은 국

## 같이 보기
- 고기완자
- 볼리뉴 드 바칼랴우